# Hong Chau
Hong Chau (en vietnamita: Hồng Châu; Tailandia, 25 de junio de 1979) es una actriz de cine y de televisión vietnamita-estadounidense nacida en Tailandia .

## Biografía
Nació en Tailandia, hija de padres vietnamitas que vivieron en un campo de refugiados tailandés tras la fuga de Vietnam a finales de la década de 1970, se mudó más tarde a los Estados Unidos, donde reside actualmente.
Se crio en Nueva Orleans, y se graduó en Escritura Creativa y Cine en la Universidad de Boston. Luego inició una carrera en cortometrajes y consiguió empleo en la Public Broadcasting Service, donde se dedicó a la producción de documentales. Sus actuaciones le han valido nominaciones a los Globos de Oro y a los premios del Sindicato de Actores.
Fue nominada a varios premios por su papel secundario en la película de 2017 Downsizing, y también se hizo conocida por trabajar en la serie Treme (2010-2013) y en el filme Inherent Vice. En 2018, interpretó varios papeles como invitada en series de televisión. En 2019, participó en el reparto de la miniserie de HBO Watchmen como Lady Trieu. Ese año, Chau también fue protagonista en las películas American Woman y Driveways, siendo nominada por esta última al Premio Independent Spirit a la Mejor Actriz. En 2020, participó en la segunda temporada de la serie Homecoming, tras haber tenido un rol secundario en la primera temporada en 2018, y dio voz a Opal Koboi en Artemis Fowl. 

## Filmografía
- Trenches (2009–2010) - Linh
- Treme (2011–2013)
- CSI: Crime Scene Investigation (2012) - Julie Blanch
- Good Luck Charlie (2012) - Theresa
- A to Z (2014–2015) - Lora
- Inherent Vice (2014) - Jade
- Big Little Lies (2017) - Jackie
- Downsizing (2017) - Ngoc Lan Tran
- American Dad! (2017) - Espía coreana (voz), episodio "Casino Normale"
- BoJack Horseman (2018) - Pickles Aplenty (voz)
- Duck Butter (2018) - Glow
- Forever (2018) - Sarah
- Homecoming (2018-2020) - Audrey Temple
- American Woman (2019) - Jenny Shimada
- Driveways (2019) - Kathy
- Watchmen (2019) - Lady Trieu
- Artemis Fowl (2020) - Opal Koboi
- El menú (2022) - Elsa
- The Whale (2022) - Liz
- Showing Up (2022) - Jo
- El agente nocturno (2023) - Diane Farr
- Asteroid City (2023) - Polly[8]
- Kinds of Kindness (2024) - Sarah/Sharon/Aka
- The Instigators (2024) - Dra. Donna Rivera[9]

## Premios

### Óscar
| Año  | Categoría               | Película  | Resultado |
| ---- | ----------------------- | --------- | --------- |
| 2023 | Mejor actriz de reparto | The Whale | Nominada  |